# 手取川第二ダム
手取川第二ダム（てどりがわだいにダム）は、石川県白山市、手取川水系手取川に建設されたダム。高さ37.5メートルの重力式コンクリートダムで、北陸電力の発電用ダムである。同社の水力発電所・手取川第二発電所に送水し、最大8万7,000キロワットの電力を発生する。

## 歴史
1979年（昭和54年）、石川県を流れる手取川の上流に手取川ダムが完成した。手取川における河川総合開発事業の中核を担う、治水（洪水調節）・利水（上水道・工業用水・発電）を目的とする多目的ダムである。高さ153メートルのロックフィルダムで、総貯水容量2億3,100万立方メートルという巨大な人造湖・手取湖を出現させた。
手取川ダムより取水し、最大25万キロワットの電力を発生させるのが、電源開発の手取川第一発電所である。1日のうち電気の多く消費される時間帯に集中して発電するという運用が採られている。ただし、水力発電所の間欠的な運転や、出力の増減は河川流量の変動をもたらすものである。このため、発電に使用した水を一時的に貯え、下流には常時一定量の水を放流することで河川流量を平均化する逆調整池の設置が検討された。これが手取川第三ダムであるが、これは手取川ダムのある手取川本川ではなく、手取川の支流・直海谷川（のみだにがわ）に建設された。手取川本川の手取川第一発電所から直海谷川の手取川第三ダムに流域変更する役目を担うのが、手取川第二ダムおよび手取川第二発電所である。
手取川第二ダムは手取川ダムおよび手取川第一発電所の下流に位置する。手取川第一発電所で発電に使用された水を一時的に貯えたのち、ダム右岸の取水口から導水路を通じて手取川第二発電所に送水する。最大出力による運転時間は手取川第一発電所が1日あたり6時間、手取川第二発電所が10時間と想定し、これをもとに手取川第二ダムの容量が設計されている。手取川第二発電所は直海谷川に面した場所にあり、最大8万7,000キロワットの電力を発生する。発電に使用した水は直海谷川に放流され、下流の手取川第三ダムで一時的に貯えられたのち、手取川第三発電所を経て下流に放流される。手取川第三ダムの貯水容量は、下流の上水道・工業用水道需要を満たすために最低限必要な流量（毎秒28立方メートル）を32時間放流し続けることができうる容量として設計されている。
手取川第二ダムは1972年（昭和47年）に着工し、1979年に完成。手取川第二発電所は同年7月27日に運転を開始した。手取川第三ダムは1972年に着工し、1978年（昭和53年）に完成。手取川第三発電所は1979年3月24日に運転を開始した。

## 周辺
北陸自動車道・金沢西インターチェンジから国道157号を南下。白山市河内支所（旧・河内村役場）前の交差点を左折すると、直海谷川に並行する石川県道181号内尾口直海線である。交差点からすぐ側道に入ると、手取川第三ダムの直下に至る。ダム直下の放水路上に架けられた橋の上からは、ダムを真正面から見上げることができる。放水路はダム直下で中央部分が山なりになっており、洪水吐きから流れ出た水の跡が漢字の「人」の字を描く。県道に戻り、手取川第三ダムの上流に向かうと手取川第二発電所に至る。山中から飛び出し、道路脇で地中に潜る、緑色をした極太の水圧鉄管が発電所の目印である。
手取川第二ダムは手取川にあるため、河内支所前まで引き返して再び国道157号を南下。国道360号と分岐する瀬戸野交差点を右折して間もなく、北陸電力が設置した手取川第二ダムの存在を示す看板がある。ダムの見える場所までは近づけるが、天端の通行は関係者以外制限されている。
ダムからは発電用水のほか、農業用水も分水している。これは吉原用水（よしはらようすい）と呼ばれるもので、明治時代に開削されて以来、手取川左岸の農地を潤してきた。手取川第二ダム建設に伴い、その補償として用水の取水口がダムに設置された。
ダム下流には瀬戸丸山公園（尾口丸山公園）があり、ホタルの生息地として知られている。地元では尾口ホタルの会がホタルの保護活動と公園の整備を行っており、毎年7月上旬から下旬にかけて飛翔するホタルを観察できる。

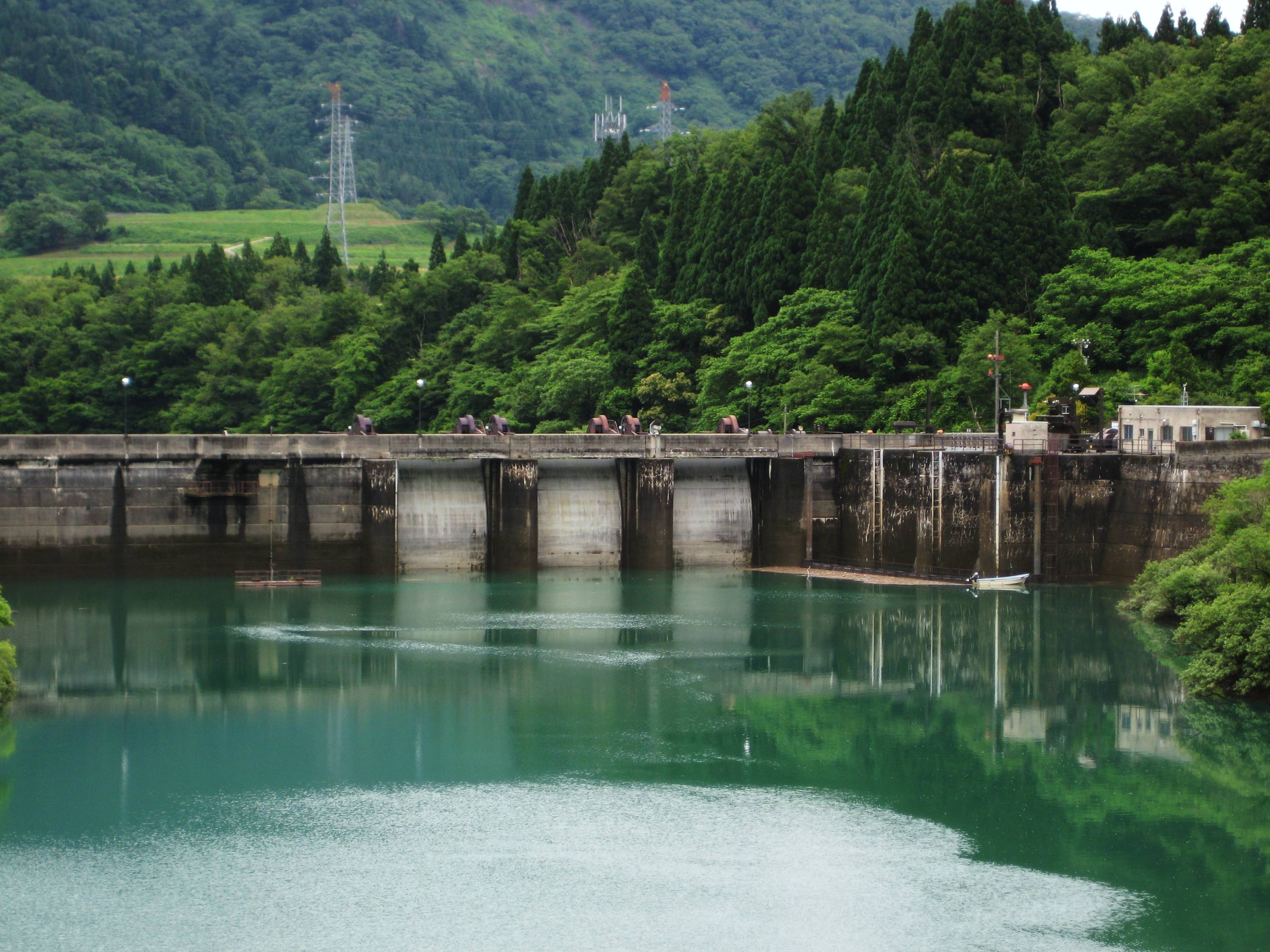
手取川第二ダム湖
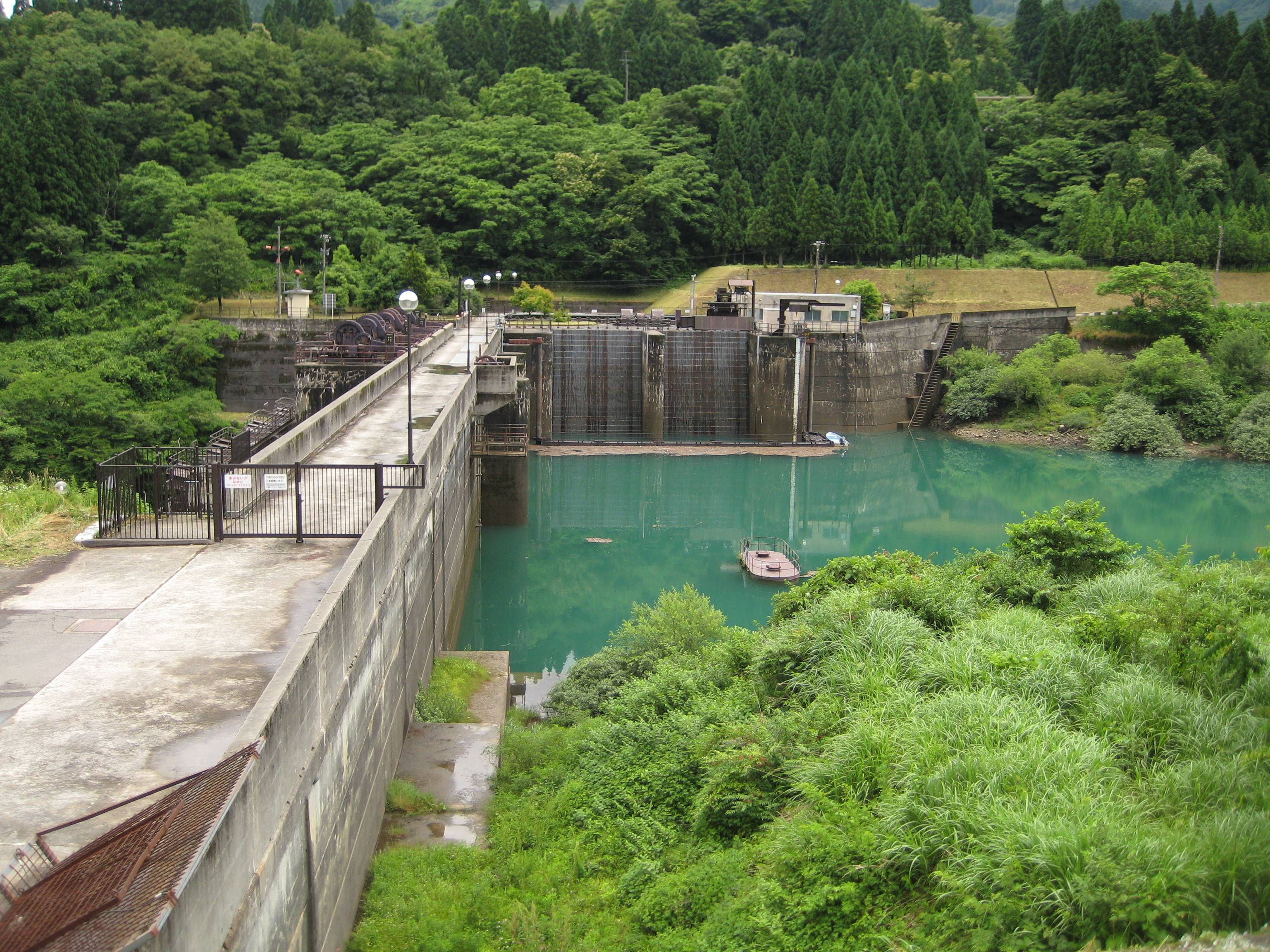
手取川第二ダム取水口

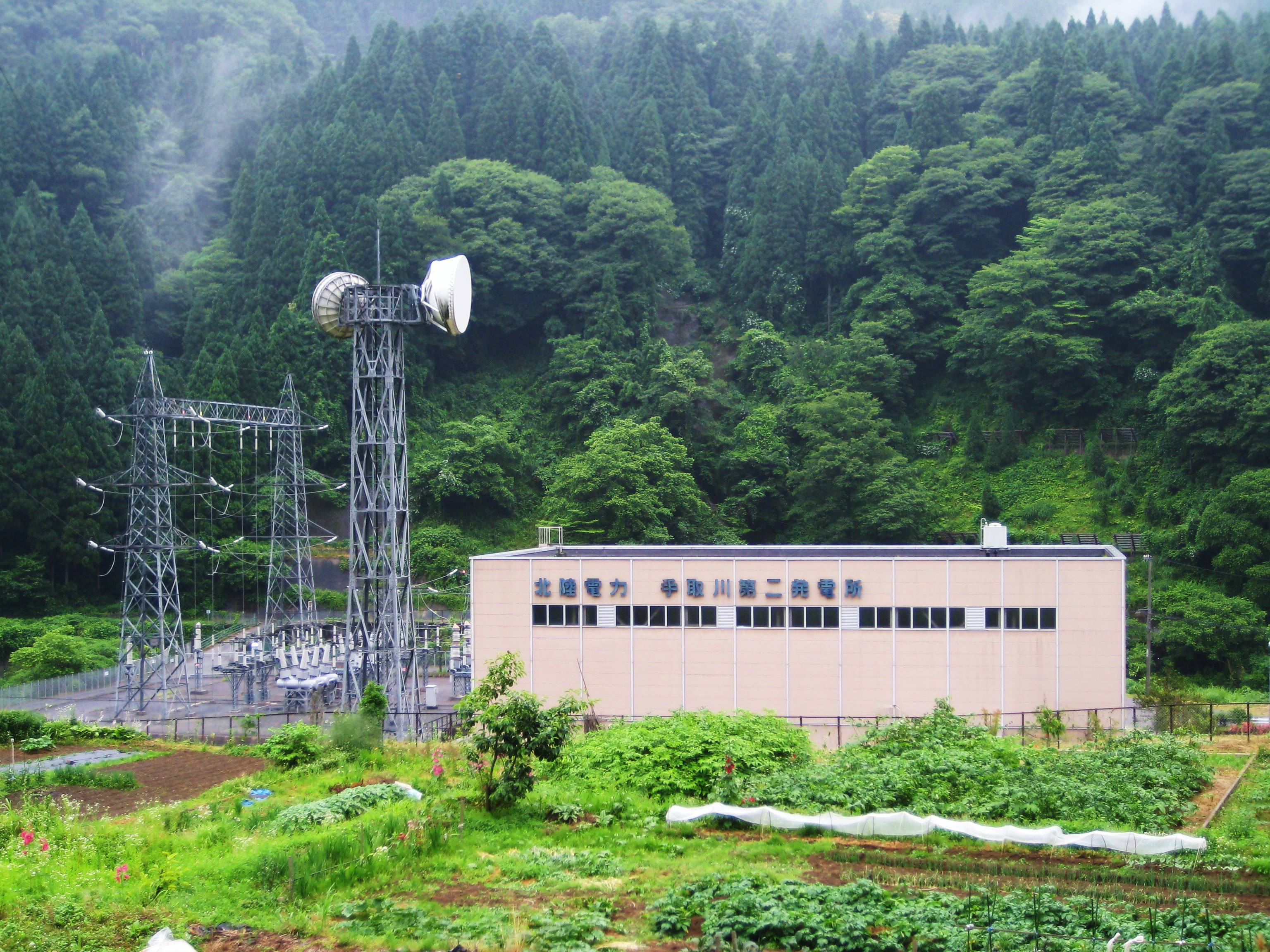
手取川第二発電所
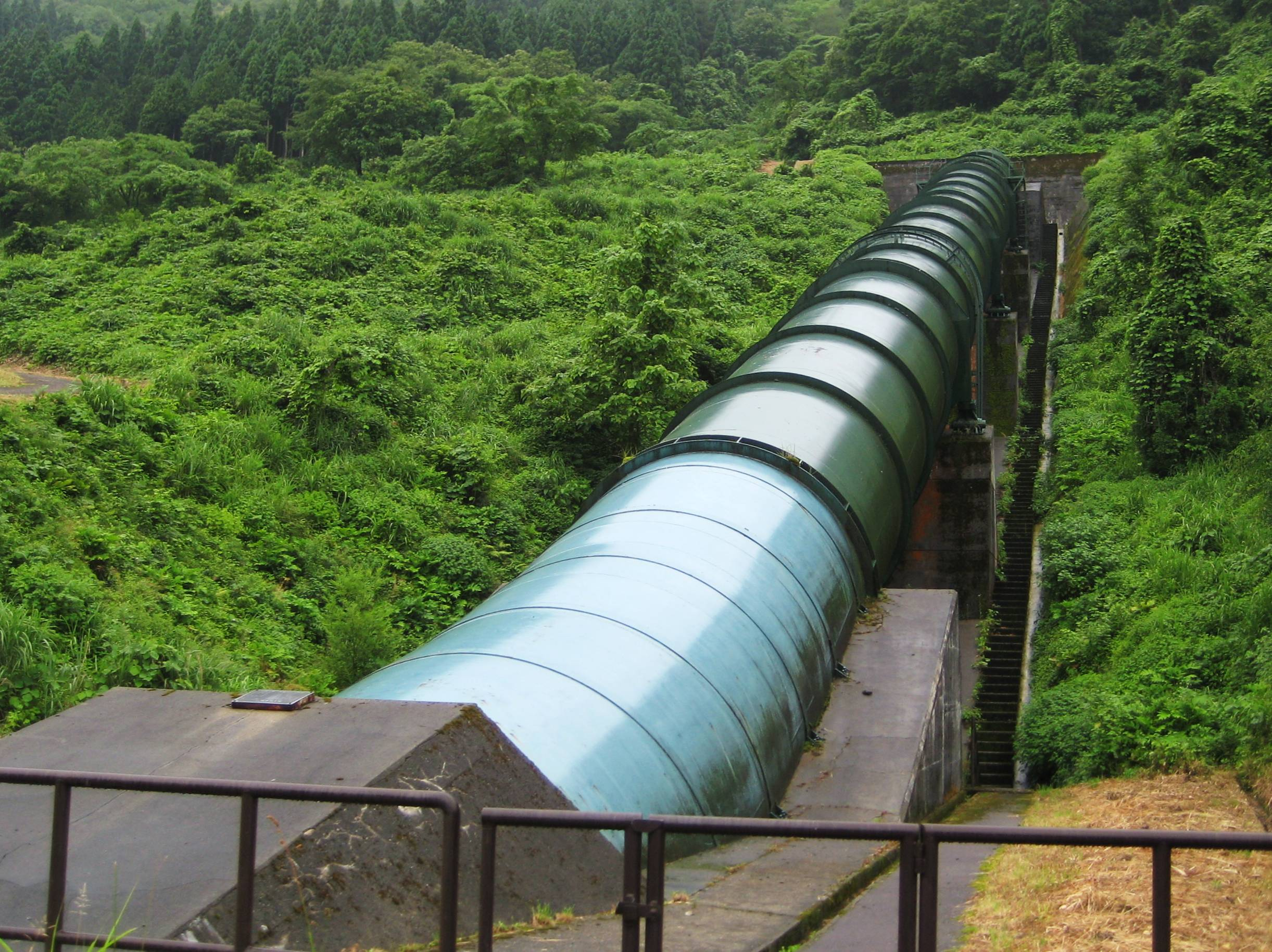
手取川第二発電所の水圧鉄管

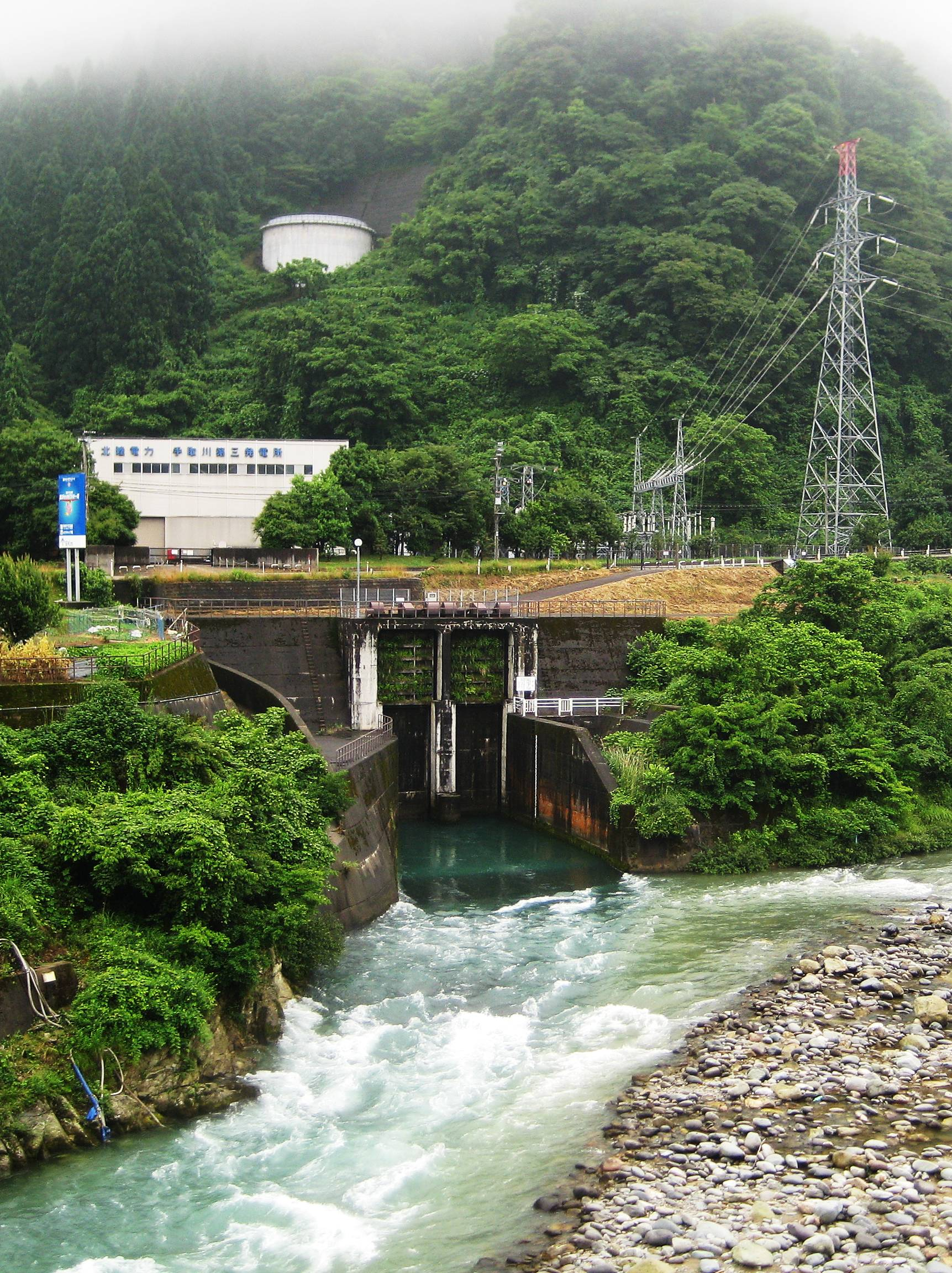
手取川第三発電所